# Гарлоу Шеплі
Харлоу Шеплі (англ. Harlow Shapley; 2 листопада 1885 — 20 жовтня 1972) — американський астроном, член Національної АН США (1924).

## Біографія
Народився у Нашвіллі (штат Міссурі). 1911 року закінчив Міссурійський університет, продовжував освіту під керівництвом Генрі Норріса Расселла в Принстонському університеті. У 1914—1921 працював в обсерваторії Маунт-Вілсон, у 1921—1952 — директор Гарвардської обсерваторії, в 1921—1956 — професор астрономії Гарвардського університету.
Основні наукові роботи присвячені вивченню будови Галактики, змінних зір у нашій та інших галактиках. Відкрив і вивчив велику кількість змінних зір у кулястих скупченнях. Першим широко застосував метод визначення відстаней за цефеїдами, заснований на відкритій 1908 року Генрієттою Свон Лівітт залежності період—світність для цих зір. Знайшов статистичним шляхом нуль-пункт цієї залежності та з її допомогою оцінив відстані до найближчих кулястих скупчень; потім, послідовно використовуючи інші критерії, визначив відстані (порядку сотень тисяч світлових років) до дальших скупчень. Тим самим вперше була встановлена шкала космічних відстаней у Галактиці. Ґрунтуючись на особливостях отриманого ним просторового розподілу кулястих скупчень, запропонував модель Галактики, згідно з якою зорі і туманності утворюють пласку лінзоподібну систему діаметром 300 000 світлових років і товщиною 30 000 світлових років з центром, розташованим у напрямку сузір'я Стрільця, а кулясті скупчення утворюють майже кулясту концентричну з нею систему такої ж протяжності в площині Чумацького Шляху. Сонце за моделлю Шеплі розташоване на відстані 50 000 світлових років від центру Галактики. Відкриття Шеплі революціонізувало уявлення про Галактику і про місце в ній Сонячної системи. Надалі шкала галактичних відстаней була переглянута, але загальна схема будови Галактики підтверджена. У дискусії про природу спіральних туманностей, що розгорнулася на початку 1920-х років, стояв на помилковій точці зору, відстоюючи їхню належність до нашої Галактики. Згодом став одним з активних дослідників галактик. Склав спільно з А. Еймз каталог яскравих галактик, відкрив дві перші карликові галактики (у сузір'ях Скульптора і Печі). Детально вивчав змінні зорі в Магелланових Хмарах. Велику роль зіграв Шеплі в розвитку Гарвардської обсерваторії, яка за роки його керівництва перетворилася на найбільший центр досліджень змінних зір.
В останні роки життя активно займався науково-популяризаторською діяльністю. На російську мову перекладені його книги «Від атомів до Чумацьких Шляхів» (1934), «Галактики» (1947), «Зірки і люди» (1962).
Почесний член багатьох академій наук і наукових товариств, президент Американської академії мистецтв і наук (1939—1944), президент Американської асоціації сприяння розвитку науки (1947).
Медалі багатьох наукових товариств та громадських організацій. Лауреат премію Румфорда Американської академії мистецтв і наук (1933).